# Placa de Rivera

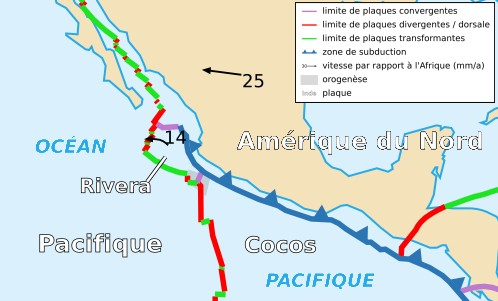
Mapa de la Placa de Rivera i les plaques veïnes (en francès)

La Placa de Rivera és una  microplaca tectònica de la litosfera del planeta Terra. La seva superfície és de 0,00249 estereoradiants. En general s'associa amb la Placa de Cocos.
Es troba a l'est de l'oceà Pacífic, a la sortida del Golf de Califòrnia. Es compon exclusivament d'escorça oceànica.
La placa de Rivera està en contacte amb les plaques del Pacífic,  Amèrica del Nord i Cocos.
Les seves fronteres amb altres plaques són la fossa d'Amèrica Central a la costa del Pacífic de Mèxic, i la Dorsal del Pacífic Est al costat occidental de la placa.
La placa de Rivera (junt amb les plaques de Cocos,  Nazca,  Juan de Fuca,  Explorer i  Gorda) és un romanent de la Placa Farallon, que ha desaparegut gairebé per complet per subducció sota el continent americà durant el Juràssic.
La placa de Rivera es desplaça a una velocitat de 4,6923° per milió d'anys en un pol d'Euler a 26°70' de latitud nord i 105°20' de longitud oest (referència: Placa pacífica).